# 비봉루
비봉루(飛鳳樓)는 경상남도 진주시 상봉동에 있는 누각이다. 2003년 4월 17일 경상남도의 문화재자료 제320호로 지정되었다.

## 개요
비봉루는 진주의 진산인 비봉산 아래에 있는 누각으로 팔작지붕과 겹처마 오량가로 구성되었으며 정면 3칸, 측면2칸의 평면으로 누하주는 장초석으로 8각으로 위에 비스듬히 가공하였고, 3익공계 공포형식을 하고 있는데 출목이 있다. 충량은 대들보 위에 얹혀 있으며 머리에는 용두장식을 하였다.
비봉루는 고려 말∼조선 초의 대유학자요 고려조의 충신인 포은 정몽주의 장구지소로, 후손인 정상진이 1939년에 지은 누각이며 비봉루와 관리사 정문으로 이루어져 있다. 특히 진주의 대표적인 건물로 지금까지 알려지고 있고 비봉루에서 바라보는 시가지 전경은 아름답기 그지없다. 동측에 관리사는 서실 겸 차실로 사용하고 있는데 정면 3칸, 측면 2칸의 팔작집, 사방에 계자난간을 두르고 외부에 유리창을 부착하였고, 누각이나 누하주는 짧다. 대청 방 2칸으로 구성되었으며, 한옥과 일본식의 절충형으로 겹집평면과 부속공간이 다양한 형태로 섞여있다. 추사체의 맥을 이은 이 지역의 서예가 정명수 서실로 운영하던 곳으로 현재는 그의 후손이 관리하고 있다.
지정면적은 1,190m2이며, 건물 1동(42.97m2)으로 정면 3칸, 측면 2칸 규모이다.

## 사진

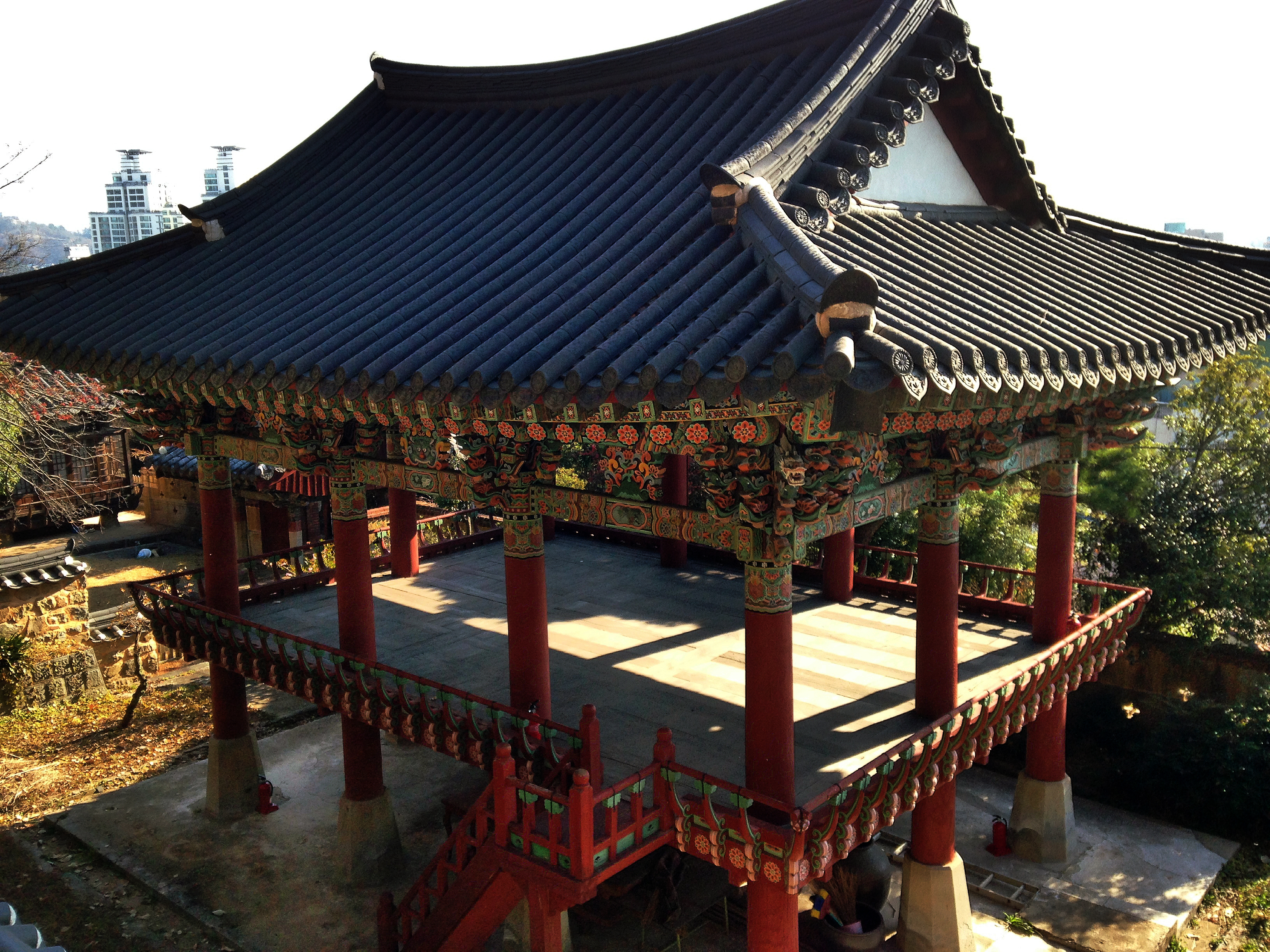
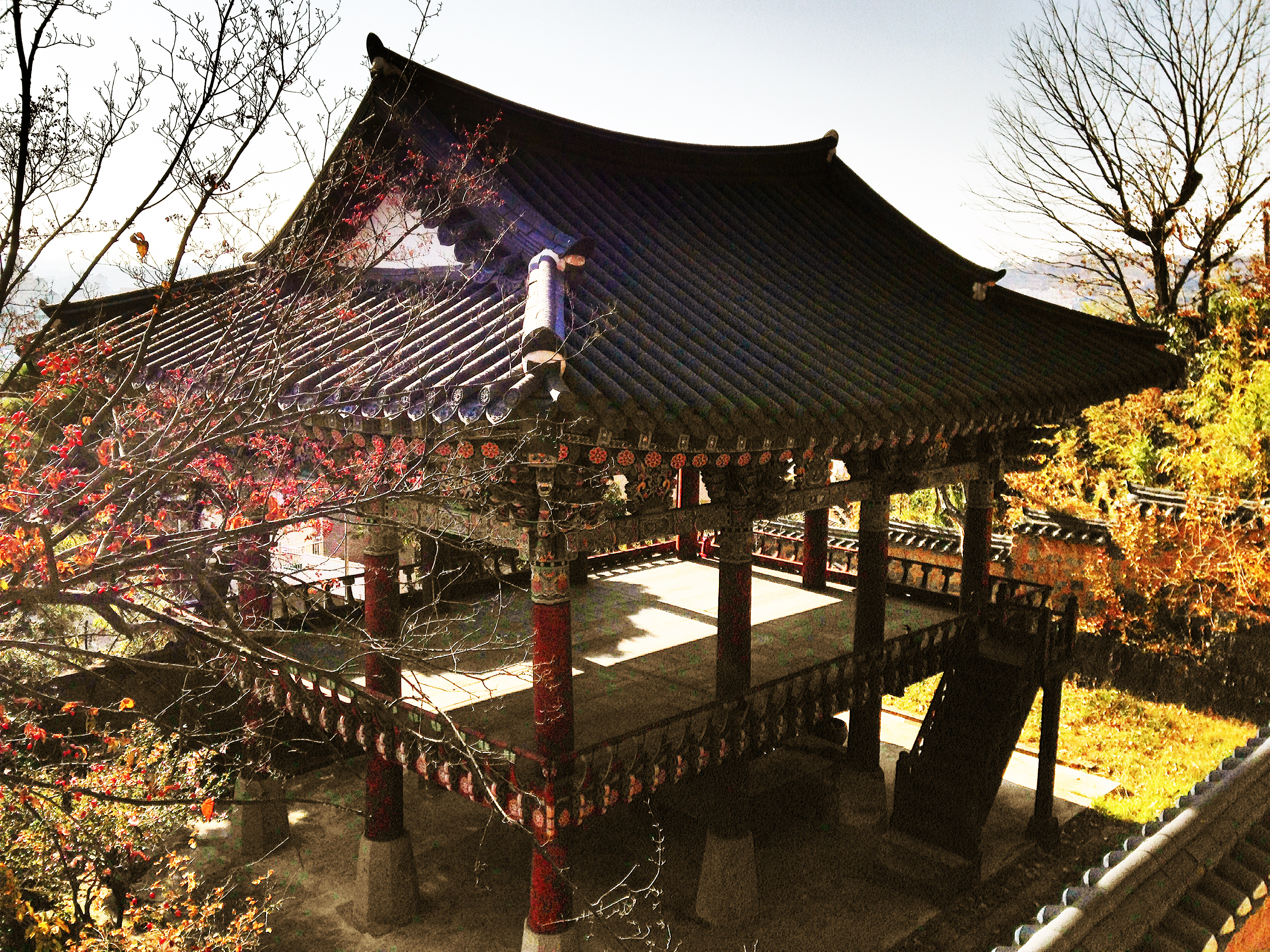
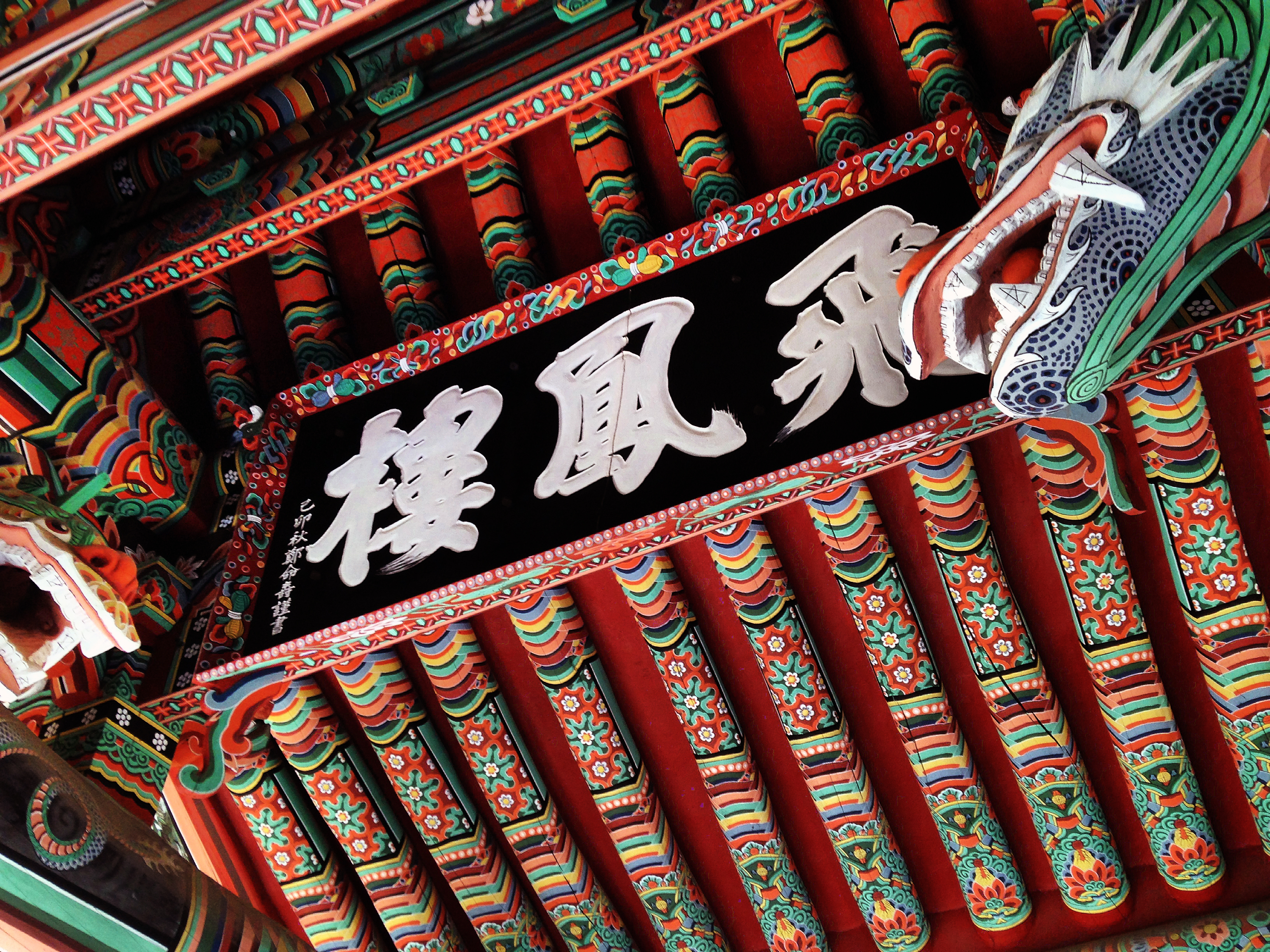
비봉루 현판
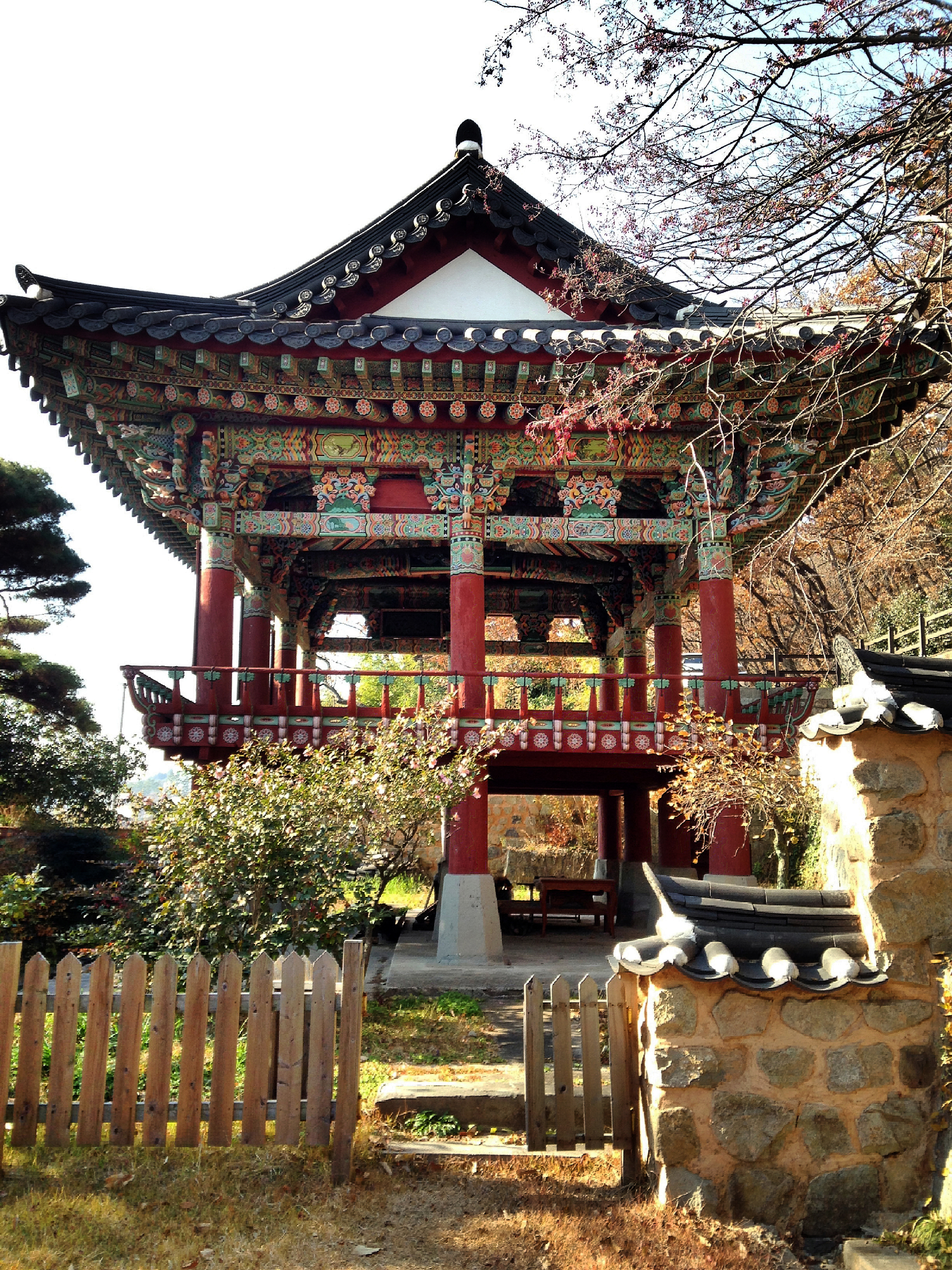
측면
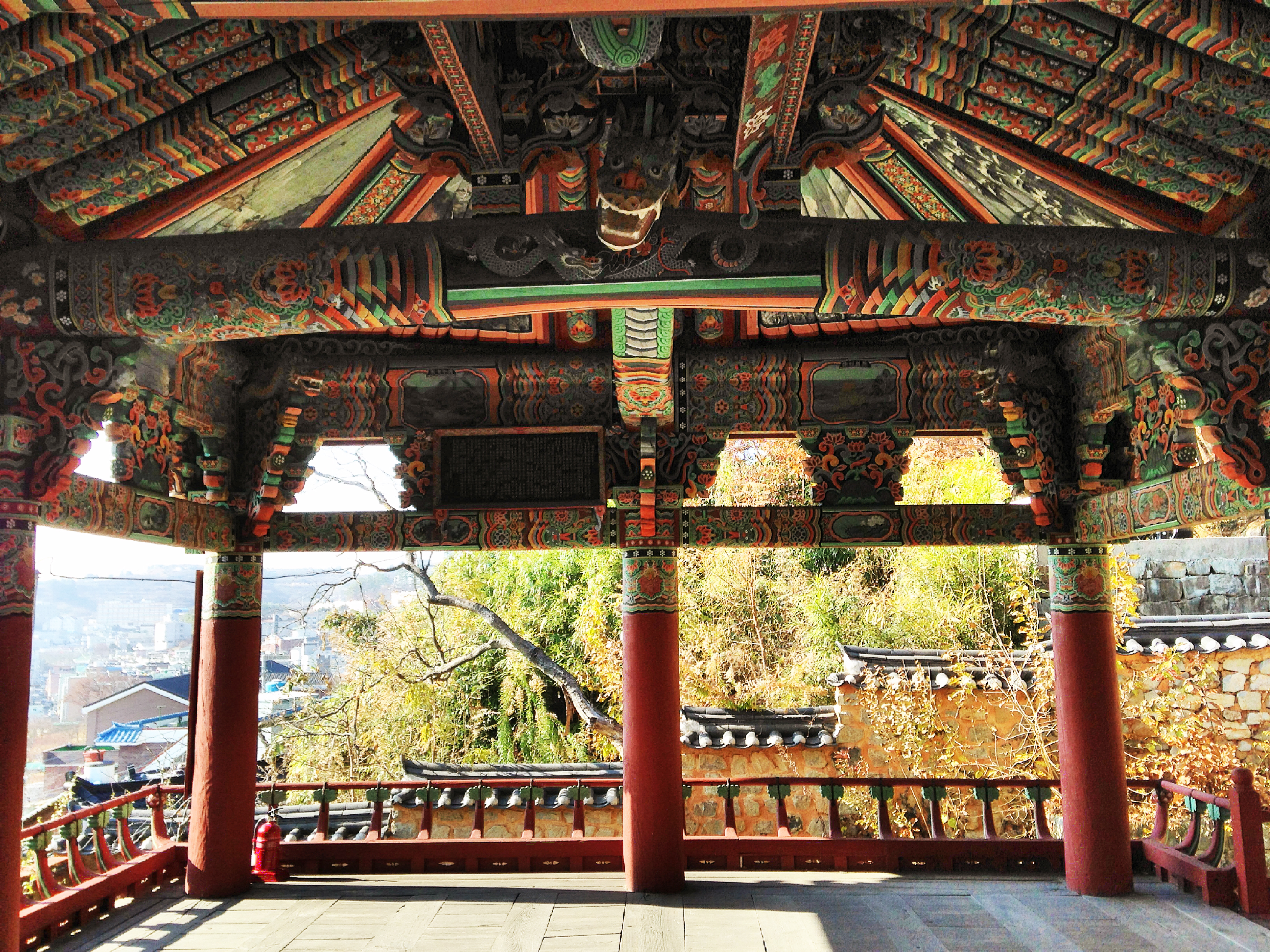
내부

## 같이 보기
- 정몽주
- 비봉산

## 참고 자료
- 비봉루 - 국가유산청 국가유산포털